# Pinamar (Uruguay)
Pinamar es un balneario uruguayo del departamento de Canelones, perteneciente al municipio de Salinas. Comprende además a la zona conocida como Pinepark.

## Geografía
El balneario se ubica al sur del departamento de Canelones, sobre las costas del Río de la Plata, en la zona denominada Costa de Oro y en el km 36,500 de la ruta Interbalnearia aproximadamente. Limita al oeste con el balneario Neptunia, del cual lo separa la Avenida de los Pinos, y al este limita con la ciudad de Salinas, de la que se separa por la calle Colón.

## Historia
Al igual que Solymar y Lagomar, Pinamar surgió como un emprendimiento inmobiliario de la empresa MAR S.A., la que comenzó con la venta de los terrenos en 1955.
Pinamar cuenta con una feria barrial que tiene lugar los domingos en la Av. de acceso. Es la feria barrial más importante de los balnearios del Fortín de Santa Rosa, Neptunia, Salinas y Pinamar.

## Población
Según el censo de 2011 el blaneario contaba con una población de 4.724 habitantes.
| 213           | 654 | 838 | 2,340 | 3,608 | 4,724 |
| (Fuente: INE) |     |     |       |       |       |